# 浦山
浦山（1923年—2003年2月7日），曾用名浦寿山，笔名蔡培田、田培才等，男，江苏无锡人，中国世界经济学家，曾任中国社会科学院研究生院院長，第七、八届全国政协委员。

## 纪念
上海浦山新金融发展基金会設有以其名命名的獎項浦山世界经济学优秀论文奖，用以奖励經濟領域的优秀学术研究。